# 13thフロア・エレベーターズ
13thフロア・エレベーターズ (The 13th Floor Elevators) は、アメリカ合衆国のロックバンド。ギタリスト兼ボーカリストのロッキー・エリクソン、エレクトリック・ジャグ奏者のトミー・ホール、ギタリストのステイシー・サザーランドらによってテキサス州オースティンで結成され、1965年から1969年まで活動した。 その間、インターナショナル・アーティスツ・レーベルから4枚のLPと7枚のシングル盤を発表している。
1966年から1967年にかけて、13thフロア・エレベーターズは商業的な成功を収め、アーティストとしての評価も獲得したが、法律上の問題やドラッグの使用問題に巻き込まれて1968年の終わりごろにはバンドは崩壊状態となった。彼らはごく初期のサイケデリック・ロックバンドのひとつであり、当時の彼らの影響力はZZトップのビリー・ギボンズ、ビッグ・ブラザー・アンド・ザ・ホールディング・カンパニーのピーター・アルビン、ザカリー・サックスのChris Gerniottisらが認めている。彼らのデビューシングルYou're Gonna Miss Meは1966年にビルボードのチャートで55位のヒットを記録し、後の1972年にガレージロックのコンピレーション・アルバムであるNuggets: Original Artyfacts from the First Psychedelic Era, 1965-1968にも収録されたことでパンク・ロックの成立にも寄与した（ 著名なパンク・バンドであるテレヴィジョンは1970年代中盤、13thフロア・エレベーターズの楽曲Fire Engineをライブで演奏していた）。80年代から90年代にかけては、プライマル・スクリームやスペースメン3といった重要なバンドにも影響を与えた（どちらのバンドも13thフロア・エレベーターズの楽曲をカバーしている。また14 Iced Bearsはシングル曲の中でエレクトリック・ジャグを使用した）。2009年、インターナショナル・アーティスツはSign of the 3-Eyed Menと題する10枚組CDボックスセットをリリースした。アルバム曲のモノバージョンや別テイク、未発表曲やライブ音源などが収録されている。

## 歴史

### 結成からブレイクまで
1965年の12月、13thフロア・エレベーターズはオースティンのローカルな音楽シーンに登場した（同時代にThe WigやThe Babycakesなどのバンドがおり、また後にShiva's HeadbandやThe Conquerooなどが現れるシーンである）。バンドは、ザ・スペーズというバンドを脱退したあとのロッキー・エリクソンが、テキサスの沿岸の街、コーパスクリスティでザ・リングズメンとして活動していたステイシー・サザーランド、ベニー・サーマン、ジョン・アイク・ウォルトンらと合流して結成された。トミー・ホールはメンバーらを引き合わせるのに一役買い、自身も作詞家兼エレクトリック・ジャグ奏者としてグループに加入した。
バンド名は、ドラマーのジョン・アイク・ウォルトンが提案した「エレベーターズ」という名前に、クレメンティン・ホール（トミー・ホールの妻）が「13thフロア」という語句を付け足して生まれた。当時13階を持っている建物などほとんどなかったことに加え、マリファナ（marijuana）の頭文字である"M"が13番目のアルファベットであることも関係している。
1966年の1月はじめ、バンドはプロデューサーのゴードン・バイナムに連れられてヒューストンへ移動し、シングルとして発表するための2曲（エリクソン作のYou're Gonna Miss Meと、ホールとサザーランド共作のTried To Hide）をレコーディングした。このシングルはオースティンで大きな成功を収め、テキサス州内のほかの都市にも衝撃が伝わった。数ヵ月後、インターナショナル・アーティスツ・レーベルはこのシングルを再リリースした。
1966年の春の間、バンドはテキサス州中をツアーでまわった。オースティン、ダラス、ヒューストンなどのクラブで演奏し、各地の若者向けテレビ放送にも出演した。夏になると、インターナショナル・アーティスツが再リリースしたYou're Gonna Miss Meがテキサス州の外（特にマイアミ、デトロイト、サンフランシスコ・ベイエリアなど）でも人気を博すようになり、10月にはビルボードのチャートで55位に到達した。このシングルの成功を受けてバンドは西海岸でツアーを行ない、テレビ出演をこなしたり、サンフランシスコにある劇場に出演して演奏したりした。
ヒューストンを拠点にしていたインターナショナル・アーティスツ・レーベルはエレベーターズと契約を結び、11月にはアルバム『The Psychedelic Sounds of the 13th Floor Elevators』をリリースした。このアルバムは当時広まっていたカウンターカルチャーのなかで人気となった。また、LSDなどの薬物を「より高い場所」「意識の"非アリストテレス"的状態」へ至るための入り口として賞賛したスリーヴ・ノート（トミー・ホールの筆による）も、アルバムが伝説的評価を獲得するのに貢献した。
カリフォルニアツアーの間、バンドはクイックシルヴァー・メッセンジャー・サーヴィス、グレース・スリックのグレート・ソサエティ、モビー・グレープらとともに行動した。1967年初頭にテキサスへ戻ると、彼らはシングル「Levitation」をリリースし、オースティンやヒューストンなどのテキサス州内の都市でのライブ活動を続けた。11月にはセカンドアルバム『Easter Everywhere』をリリース。オープニング・トラックに据えられた超越的叙事詩Slip Inside This Houseに代表されるように、評論家やファンの多くはこのアルバムをバンドの最高傑作であると評価している。アルバムには、ボブ・ディランの楽曲「イッツ・オール・オーバー・ナウ、ベイビー・ブルー」のカバーも収録されている。
しかしながら、Easter Everywhereの制作が始まる直前にウォルトンとレザーマンがバンドを脱退している。その背景にはインターナショナル・アーティスツのマネジメントのやり方に対する不満だけでなく、ホールとウォルトンの間の意見のすれ違い（ホールがLSDを熱心に称賛しすぎていたため）もあった。 結果として、彼らはアルバムのうちの2曲に演奏で参加しているにもかかわらず、クレジットがEaster Everywhereのスリーヴノートに載せられなかった。
後に伝説的な評価を獲得する『Easter Everywhere』だが、制作に膨大な時間や費用をかけたにもかかわらずバンド側やインターナショナル・アーティスツが期待したほどの商業的成功は収められなかった。ヒットシングルが収められていなかったことや年末の発売となってしまったことが災いし、初回プレス分は売り切ったものの追加でプレスされることはなかった。レーベル側の資料によれば、デビュー作は初回プレス分だけで40000枚を売り上げたのに対し、『Easter Everywhere』は10000枚の売上に留まったのだという。

### 解散まで
全米的な成功からは遠ざかったものの、テキサスのロックシーンにおける彼らは依然として強力な存在感を発揮していた。ザカリー・サックスのリードシンガーであったChris Gerniottisは、60年代後半のエレベーターズがテキサスのバンドの中でいかに異彩を放ち、他のバンドに影響を与える存在だったのかということをたびたび話している。楽曲「Slip Inside This House」は当地で人気に火が付き、編集されたシングルが68年初めにリリースされるとヒューストンのラジオ局では何度も繰り返しオンエアされた。しかしそんなさなか、ベーシストのダン・ガリンドがバンドを離れ、別のインターナショナル・アーティスツ所属バンドへと移籍した。デューク・デイヴィスが短期間ガリンドの代役を務めた後、68年の夏の間はバンドの最初のベーシストであるロニー・レザーマンが復帰して演奏した。
テキサスのアンダーグラウンドな音楽雑誌Mother #3に収められた非常に長いインタビュー記事によると、バンドは68年の春の間はずっとBeauty And The Beastと呼ばれたニューアルバムの制作に取り掛かっていたという。しかし、メンバーのラインナップが安定しないことや、薬漬けのトミー･ホールや精神の弱ったロッキー・エリクソンらによる常軌を逸した振る舞いが日に日にエスカレートしていくことで、セッションは順調には進行しなかった。ライブにおいても彼らが本来持っていたエネルギーは既に失われつつあり、またボーカルのエリクソンが当時定期的に病院での治療を受けていたことからバンドは彼を抜きにしてステージへ上がることも多かった。1968年4月のライブが、「本当のエレベーターズ」が姿を見せた最後のライブであったという。
インターナショナル・アーティスツは1968年8月にライブLPをリリースしたが、それは主に1966年頃のデモテープやアウトテイク音源に拍手などの音声を後から加えたものであった。このころオリジナルの13thフロア・エレベーターズはほぼ解散状態であり、核となるメンバーのうちロッキー･エリクソンとトミー・ホールを失ってギタリストのステイシー・サザーランドのみが残っていた。サザーランドは自作の曲のいくつかを、バンドの遺作となるBull Of The Woodsの元となるセッションに持ち込んでいる。当初は多くのエレベーターズ・ファンから酷評されたが、現在では再評価が進んでいる作品である。セッションはステイシー・サザーランド（ギター）、ロニー・レザーマン（ベース）、ダニー・トーマス（ドラム）の面々で行なわれた。1968年後半にはいくつかのライブがテキサスを中心に行なわれ、その年の12月にローリング・ストーン誌上の「死亡記事」でバンドの終焉が宣言されるまで活動は続いた。インターナショナル・アーティスツは1968年のスタジオレコーディングのうちのいくつかをまとめ、ドラマーであるダニー・トーマスの協力の下ホーンアレンジメントを加えたものをBull Of The Woodsとして1969年3月に発売した。その後同年中ごろに発売されたYou're Gonna Miss Meのリイシュー版シングルが、インターナショナル・アーティスツからリリースされた最後のエレベーターズのレコードとなった。
ジャニス・ジョプリンは、バンドやクレメンティン・ホールと近しい関係にあった。彼女はサンフランシスコに向かいビッグ・ブラザー・アンド・ザ・ホールディング・カンパニーに参加する以前、エレベーターズに加わっていたのではないかと考えられている。彼女のボーカルスタイルは、ロッキー・エリクソンがYou're Gonna Miss Meで聴かせているような叫んだり吠えたりする唱法の影響を受けていると言われている。
ドラッグの過剰な仕様やそれに関連する法律的な問題でバンドは混乱状態に陥り、メンバーは肉体的にも精神的にも苛まれた。1969年、ロッキー・エリクソンは重罪であるマリファナ所持の容疑をかけられたが、彼は監獄へ入ることよりも精神病院への入院を選んだ。これがバンドのキャリアの終焉を意味していた。

## 音楽性
ロッキー・エリクソンとステイシー・サザーランドのギターは主にギブソン・ES-335、ES-330を使用していた。サザーランドによるリバーブやエコーの革新的な使用、そしてブルージーでアシッド感溢れるギタープレイは、オールマン・ブラザーズ・バンドやZZトップに先行するものであった。
エレベーターズの特異なサウンドは、トミー・ホールによる斬新なエレクトリック・ジャグの使用によるところが大きい。ジャグは息を吹き込む際マイクロフォンを通すことでミニモーグとクイーカ・ドラムの合わさったような音が鳴る。伝統的なジャグの奏法とは対照的に、ホールはジャグの演奏においてチューバのような音は出さなかった。その代わり、彼はジャグを用いてまるで自分の声を歪ませたりエコーをかけたりしたような音声を作り出した。ライブで演奏する際には、ホールはマイクをジャグの口の部分に当てていたが、Easter Everywhereのレコーディングにおいてはエンジニアがジャグの内側にマイクを設置し、サウンドを強調した。
殆どのライブやレコーディングにおいてLSDを使用し、サイケデリック体験をライフスタイルや音楽へと取り込んでいた彼らは60年代という時代においてもユニークな存在であった（こうしたドラッグの使用は主にトミー・ホールが呼びかけていた）。ゲオルギイ・グルジエフ、アルフレッド・コージブスキーの一般意味論、ティモシー・リアリーのサイケデリック哲学、タントラ瞑想などといった、知的・深遠なテーマも彼らの作品に強く影響を与えている。

## メンバー
13thフロア・エレベーターズの元々のラインナップは、ボーカルとギター担当のロッキー・エリクソン、エレクトリック・ジャグ担当のトミー・ホール、ギター担当のステイシー・サザーランドが中心であった。リズムセクションは幾度かの変遷を経ているが、ドラム担当のジョン・アイク・ウォルトンとベース担当のロニー・レザーマンが最も長く在籍したプレイヤーであった。ホールはバンドにとって主要な作詞家・思想家であり、エリクソンとサザーランドは共に楽曲の制作・アレンジの他に作詞面にも貢献した。バンド初期においては、エリクソンのボーカルスタイルもさることながらホールのエレクトリック・ジャグがサウンド面での象徴となった。1967年の7月にウォルトンとレザーマンがバンドを離れ、ドラムはダニー・トーマス、ベースはダン・ガリンドへと交代した。ロニーは3枚目のアルバム制作時にバンドへと復帰している。
- ロッキー・エリクソン - ギター、リード・ボーカル、ソングライター
- トミー・ホール - エレクトリック・ジャグ、ボーカル、ソングライター
- ステイシー・サザーランド - リード・ギター、ボーカル、ソングライター
- ジョン・アイク・ウォルトン - ドラム（1965年11月～1967年7月）
- ベニー・サーマン - ベース、ボーカル（1965年11月～1966年7月）
- ロニー・レザーマン - ベース、ボーカル（1966年7月～1967年7月、1968年7月～1968年8月）
- ダニー・トーマス - ドラム、ボーカル（1967年7月～1969年10月）
- ダニー・ガリンド - ベース（1967年7月～1968年1月）
- デューク・デイヴィス - ベース（1968年1月～1968年4月）

## エレベーターズ後のキャリア
ロッキー・エリクソンはマリファナの所持容疑で逮捕された後にドラッグ使用による精神錯乱を認められ、1969年に精神病院へと入院した。オールミュージックのJason Ackenyによると、この時の3年半にわたる入院期間において彼が受けた仕打ちは、その後の彼のさらなる精神的トラブルに影響を及ぼした可能性もあるという。この時点でもう既にバンドは形をなくしていたが、地元のプロモーターやインターナショナル・アーティスツはバンドの名前を利用するためにいくつかの策を企てた。エリクソンは1973年に退院するとソロ活動を開始し、クリーデンス・クリアウォーター・リバイバルのスチュ・クックをアルバムのプロデュースに迎えるなどして成功を収めたが、マネジメント側から精神的な不安定さに付け込まれて、作品に何の権利も行使できず何の利益も得られないという契約を結んでしまっていた。80年代には精神病に苦しみ、公衆の面前から姿を消していたが、90年代に入ると次第に音楽活動を再開しだした。特に、ZZトップ、ジーザス・アンド・メリー・チェイン、R.E.M.などエレベーターズやロッキー・エリクソンから影響を受けたミュージシャン達によるWhere The Pyramid Meets The Eyeというトリビュート・アルバムが発表された時などが顕著であった。エリクソンは1995年、バットホール・サーファーズのキング・コフィのレーベル「トランス・シンジケート」からアルバムAll That May Do My Rhymeを発表した。コフィによると、エリクソンが自分の音楽から印税を得たのはこれが初めてであったという。2001年までにエリクソンの兄弟であるサムナーが彼を保護する権利を得て、エリクソンがより良い心理的治療を受けて健康を取り戻すための援助のほか、法律チームと連携しながら過去の複雑な契約のしがらみからエリクソンを解放し、正当な印税を彼が受け取れるようにするという。そして2005年、I Have Always Been Here Beforeと題されたコンピレーションアルバムが発売された。エレベーターズ以降のエリクソンのキャリアの楽曲43曲が収められているこのアルバムでは、エリクソンはしっかりと印税を受け取ることができたという。また2000年代以降はかつてのバックバンド「エクスプロージブス」との活動も開始した。レギュラーのギグを行なっており、いくつものフェスティバルにも出演している。

2019年5月31日、テキサス州オースティンにて死去。
ステイシー・サザーランドは自身のバンド「アイス」を結成しヒューストンで活動していたが、レコードは1枚もリリースされなかった。1969年、彼はヘロイン中毒に苦しんだ後にドラッグ使用の罪でテキサスの刑務所に服役した。数年間にわたるドラッグ関連トラブルの集大成とも言える事態であった。刑務所を出た後、今度は酒に溺れるようになった。70年代を通じて彼は散発的に音楽を演奏しており、時にはエレベーターズの元メンバーたちと共演することもあった。そして1978年8月26日、サザーランドは妻のバニーによって射殺され生涯を閉じた。夫婦喧嘩の最中の事故であった。
ダニー・ガリンドは70年代、ジミー・ヴォーン（スティーヴィー・レイ・ヴォーンの兄）のバンド「ストーム」でベースを演奏していた。彼は2001年にC型肝炎の合併症で死亡した。
ダニー・トーマスは1968年にエレベーターズを離れ、デルタ・ブルース・ギタリストのライトニン・ホプキンスに雇われて演奏した。その後テキサスを離れてノースカロライナへと戻りいくつかのバンドで演奏しているが、この間に病院に勤務した後デリバリー会社を立ち上げた。彼はシャーロットに住み、結婚して1男2女をもうけた。
ベニー・サーマンは、パウエル・セント・ジョンのマザー・アースをはじめとしたいくつかのバンドでプレイした後、70年代も音楽活動を続けた。
トミー・ホールは現在サンフランシスコのダウンタウンに居住している。 80年代、彼はテキサスのアウトサイダーミュージシャンであるジャンデックの正体ではないかと噂されたが、これは後に誤りであったと判明している。また彼は70年代にサイエントロジーの熱心な信者となった。
エレベーターズのトリビュートバンドはいくつか存在する。例えばエレベーターズのドラムと同名のジョン・アイク・ウォルトンが率いる「ジョン・アイク・ウォルトン・リバイバル」（以前はトミー・ホール・スケジュールとして知られていた）、アリス・ローズのメンバーが結成した「アシッド・トゥーム」など。ロッキー・エリクソンの末弟サムナーは、自身のバンド「テキセントリックス」でエレベーターズの曲を数多くカバーしている。

## 後世への影響
今日においても、13thフロア・エレベーターズは新世代のミュージシャン達に影響を及ぼし続けている。1990年、21組のバンド（R.E.M.、ZZトップ、リチャード・ロイド、デヴィッド・レオナルド、ジーザス・アンド・メリー・チェイン、プライマル・スクリーム等）らがWhere the Pyramid Meets the Eye: A Tribute to Roky Ericksonというアルバムを制作し、エレベーターズの楽曲のカバーを披露した。これは所謂トリビュート・アルバムのはしりとなるものの1つである。2005年には、SXSW（South by Southwest）の音楽祭でエレベーターズやパウエル・セント・ジョンの音楽が取り上げられた。
You're Gonna Miss Meは、オーストラリアのレディオ・バードマンが1977年のアルバムRadios Appearの中でカバーしている。
スペースメン3はエレベーターズから多大な影響を受けており、Roller Coasterを2度カバーしている（一方はデビューアルバムに収録、もう一方は17分バージョンとしてデビューEPに収録）。ギタリスト兼ボーカリストのピーター・ケンバーは、スペースメン3後のスペクトラムというプロジェクトでもThru The Rhythmをカバーしている。
その他の著名なカバーバージョンとして、サイコティック・パイナップルによるYou're Gonna Miss Me、ジュリアン・コープによる(I've Got) Levitation、ジーザス・アンド・メリー・チェインによるReverberation (Doubt)などがある。
レディオ・バードマンのデニス・テックは1996年のアルバムLe Bonne Routeの中に、シド・バレットとロッキー・エリクソンについての抒情詩Lunatics at the Edge of the Worldを収めている。
2000年の映画ハイ・フィデリティではオープニングのシーンにYou're Gonna Miss Meが使用されている。
2006年、Dell（デル）のXPSの広告にYou're Gonna Miss Meが使用された。
2007年4月24日、オルタナティブ・ロックバンド「ブランニュー」のジェシー・レイシーがインタビューでロッキー・エリクソンからの影響について答えている。
2009年、You're Gonna Miss Meがアラン・ボールのテレビドラマ「トゥルーブラッド」の21話で使用された。
エレベーターズは、クイーンズ・オブ・ザ・ストーン・エイジやネビュラ等ストーナーロックのバンドにも影響を与えている。
ハリウッド俳優のジョニー・デップは13thフロア・エレベーターズを好んで聴いているらしく、2005年のエスクァイア誌上のインタビューで彼らに対する思い入れを語っている。
フィリップ・リーヴの小説『移動都市』に登場する飛行船の名称は「サーティーンス・フロア・エレベーター」である。

## ディスコグラフィー

### チャート入りしたシングル
- "You're Gonna Miss Me" / "Tried to Hide" (1966年1月、1966年5月) - ビルボード55位、, キャッシュボックス50位（1966年10月）
- "Reverberation (Doubt)" / "Fire Engine" （1966年10月) - ビルボード129位（1966年11月）

### その他シングル
- "I've Got Levitaion" / "Before You Accuse Me" (1967年2月)
- "She Lives (In a Time of Her Own" / Baby Blue (1967年後半)
- "Slip Inside This House" / "Splash 1" (1968年2月)

イギリス出身のバンドプライマルスクリームが、1992年に発売したアルバム『スクリーマデリカ』にて、「Slip Inside This House」をカバーしている。
- "May the Circle Remain Unbroken" / "I'm Gonna Love You Too" (1968年秋)
- "Livin' On" / Scarlet and Gold" (1969年初頭)

### アルバム
- The Psychedelic Sounds of the 13th Floor Elevators (1966年11月)
- Easter Everywhere (1967年11月)
- Live (1968年8月)
- Bull of the Woods (1969年)

### ボックスセット
- The Psychedelic World of the 13th Floor Elevators (2002年)
- The Complete Elevators IA Singles Collection
- Sign of the Three Eyed Men (2009年)

### コンピレーション
- The Very Best of the 13th Floor Elevators Going Up (2004年)
- Best of the 13th Floor Elevators: Manicure Your Mind (1997年、1998年)
- The 13th Floor Elevators: His Eye is on the Pyramid (1999年)